# حافظ (بستان‌آباد)
حافظ یکی از روستاهای استان آذربایجان شرقی است که در دهستان عباس شرقی بخش تیکمه‌داش شهرستان بستان‌آباد واقع شده‌است.این روستا ۱۸۵ نفر جمعیت دارد.